# Жуляна
42°53′ пн. ш. 17°27′ сх. д. / 42.89° пн. ш. 17.45° сх. д.
Жуляна (хорв. Žuljana) — населений пункт у Хорватії, у Дубровницько-Неретванській жупанії у складі громади Стон.

## Населення
Населення за даними перепису 2011 року становило 235 осіб.
Динаміка чисельності населення поселення: